# Tragedija v stile rok
Tragedija v stile rok (Трагедия в стиле рок) è un film del 1988 diretto da Savva Jakovlevič Kuliš.

## Trama
Il film racconta di un giovane di nome Vitya Bodrov, che viene invitato in tribunale nel caso di suo padre, accusato di grave frode. Lasciando il tribunale, Victor cade nelle mani di Brityj.